# 7886 Redman
7886 Redman è un asteroide della fascia principale. Scoperto nel 1993, presenta un'orbita caratterizzata da un semiasse maggiore pari a 2,3814492 UA e da un'eccentricità di 0,0999705, inclinata di 3,92372° rispetto all'eclittica.